# 美国联邦参议员组别
美国参议员组别是根据美国宪法第一条第三款第二节而对参议员进行的组别划分。共有三个组别，每个组别有33或34位参议员组成。
参议员组别最初是于1789年5月由抽签决定的，但同一个州的两个席位需分属不同的组别。而每当有一个新州加入联邦之后，便会通过掷硬币决定该州两个席位的组别归属，但需同时保证三组的席位数尽可能地接近。
假如有51州加入，那麼這個新州就一定在第1和2組，使其每一個組別都有34個。
参议员的资历与其组别无关。

## 组别划分

美国各州参议员组别分布:
第一组和第二组
第一组和第三组
第二组和第三组

### 第一组
第一组共由33位参议员组成。首批第一组参议员任期至1791年，此后每一批任期相隔六年，现任第一组参议员任期至2031年1月结束。第一组参议员分别来自亚利桑那州、加利福尼亚州、康涅狄格州、特拉华州、佛罗里达州、夏威夷州、印第安纳州、缅因州、马里兰州、马萨诸塞州、密歇根州、明尼苏达州、密西西比州、密苏里州、蒙大拿州、内布拉斯加州、内华达州、新泽西州、新墨西哥州、纽约州、北达科他州、俄亥俄州、宾夕法尼亚州、罗德岛州、田纳西州、德克萨斯州、犹他州、佛蒙特州、弗吉尼亚州、华盛顿州、西弗吉尼亚州、威斯康星州、怀俄明州。

### 第二组
第二组共由33位参议员组成。首批第二组参议员任期至1793年，此后每一批任期相隔六年，现任第二组参议员任期至2027年1月结束。第二组参议员分别来自阿拉巴马州、阿拉斯加州、阿肯色州、科罗拉多州、特拉华州、佐治亚州、爱达荷州、伊利诺伊州、艾奥瓦州、堪萨斯州、肯塔基州、路易斯安那州、缅因州、马萨诸塞州、密歇根州、明尼苏达州、密西西比州、蒙大拿州、内布拉斯加州、新罕布什尔州、新泽西州、新墨西哥州、北卡罗来纳州、俄克拉荷马州、俄勒冈州、罗德岛州、南卡罗来纳州、南达科他州、田纳西州、德克萨斯州、弗吉尼亚州、西弗吉尼亚州、怀俄明州。

### 第三组
第三组共由34位参议员组成。首批第三组参议员任期至1795年，此后每一批任期相隔六年，现任第三组参议员任期至2029年1月结束。第三组参议员分别来自阿拉巴马州、阿拉斯加州、亚利桑那州、阿肯色州、加利福尼亚州、科罗拉多州、康涅狄格州、佛罗里达州、佐治亚州、夏威夷州、爱达荷州、伊利诺伊州、印第安纳州、艾奥瓦州、堪萨斯州、肯塔基州、路易斯安那州、马里兰州、密苏里州、内华达州、新罕布什尔州、纽约州、北卡罗来纳州、北达科他州、俄亥俄州、俄克拉荷马州、俄勒冈州、宾夕法尼亚州、南卡罗来纳州、南达科他州、犹他州、佛蒙特州、华盛顿州、威斯康星州。